# Хартли (Тексас)
Хартли (енгл. Hartley) насељено је место без административног статуса у америчкој савезној држави Тексас.

## Демографија
По попису из 2010. године број становника је 540, што је 99 (22,4%) становника више него 2000. године.
| Група             | 2000.       | 2010.       |
| Белци             | 380 (86,2%) | 324 (60,0%) |
| Афроамериканци    | 2 (0,5%)    | 0 (0,0%)    |
| Азијати           | 1 (0,2%)    | 0 (0,0%)    |
| Хиспаноамериканци | 49 (11,1%)  | 210 (38,9%) |
| Укупно            | 441         | 540         |